# Прилад оцінки прохідності-Фобос
Проп-Ф — автоматична самохідна міні-станція для дослідження Фобоса. Це своєрідний робот-стрибунець вагою 43 кг. Він повинен був бути скинутий на Фобос 5 квітня 1989 зі станції Фобос-2. Але 27 березня 1989 контакт зі станцією було втрачено. Подальша її доля невідома. Випробувальний макет станції знаходиться в музеї НПО ім. Лавочкіна.

## Історія створення
Наприкінці 80-х років в НПО ім. Лавочкіна створюється прилад дослідження поверхні Фобоса (Проп-Ф). «Помацати» цю брилу, що літає навколо Марса, націлювалися вже з початку 80-х років. Головною проблемою при цьому була проблема пересування поверхнею Фобоса. Гравітація там приблизно в 2 000 разів слабкіша за земну, тобто маса 40 кг важить там всього 0,2 ньютона — незначна вага.

## Манера руху
Спускний апарат мав форму кулі, і був утиканий ніжками — пружинами. Після скидання на Фобос він повинен був довго стрибати її поверхнею. Коли мав зупинятися, то брав би пробу ґрунту. Потім знову відштовхувався і далі скакав. Таким чином він міг дослідити ґрунт Фобоса у декількох місцях.
Ідея переміщення Проп-Ф полягала у використанні стрибкового способу. Форма Проп-Ф наближалася до кулястої з плоским дном. Відштовхування від поверхні здійснювалося пружиною. Випробування проводилися на спеціальному стенді для створення нульової ваги. На жаль, космічний апарат «Фобос-2» не зміг доставити прилад до місця призначення.

## Наукова апаратура
Склад наукової апаратури на Проп-ФП:
- Пенетрометр СА Проп-ФП — визначення фізико-механічних властивостей ґрунту Фобоса (ВНДІ Трансмаш);
- Пристрій вимірювання прискорень — визначення параметрів динаміки і зіткнення СА Проп-ФП з поверхнею (ВНДІ Трансмаш);
- Автоматичний рентгенофлюоресцентний спектрометр (АРС) — визначення елементного складу ґрунту (ГЕОХІ);
- Магнітометр МФП — визначення параметрів магнітного поля Фобоса (ІЗМІРАН).

В цілому за весь науковий експеримент на Пропо-ФП відповідав ГЕОХІ АН СРСР імені В. І. Вернадського.